# Eremitaget Amsterdam
Eremitaget Amsterdam (holländska: Hermitage aan de Amstel), beläget vid floden Amstel i Amsterdam, Nederländerna, är ett konstmuseum.
Eremitaget Amsterdam är en före detta filial till det ryska konstmuseet Eremitaget i Sankt Petersburg.
Samarbetet med Eremitaget i Sankt Petersburg, Ryssland, avvecklades efter lednings- och styrelsebeslut torsdagen den tredje mars 2022 efter Rysslands krig mot Ukraina som inleddes 2014.
Eremitaget Amsterdam har visat mindre utställningar i en sidobyggnad sedan 2004, det fullskaliga museet invigdes den 20 juni 2009 av drottning Beatrix och Rysslands president Medvedev.